# Sırakovancı, Perşembe
Sırakovancı là một xã thuộc huyện Perşembe, tỉnh Ordu, Thổ Nhĩ Kỳ. Dân số thời điểm năm 2010 là 476 người.